# Selaginella hispida
Selaginella hispida är en mosslummerväxtart som först beskrevs av Carl Ludwig von Willdenow och som fick sitt nu gällande namn av Addison Brown och Ignatz Urban.
Selaginella hispida ingår i släktet mosslumrar och familjen mosslummerväxter. Inga underarter finns listade i Catalogue of Life.